# Ordre du Mérite (Liban)
Pour les articles homonymes, voir Ordre du Mérite.
L'ordre du Mérite est la plus haute décoration honorifique libanaise. Fondée le 16 janvier 1922 par les autorités chargées du mandat, elle récompense depuis ses origines les civils qui accomplissent des actes de chevalerie et de loyauté à la Nation, et peut être décernée à ceux qui la méritent après leur mort. 

## Histoire
Avec la déclaration de l'État du Grand Liban en 1920, les autorités chargées du mandat ont voulu créer une médaille spéciale que le gouvernement libanais décernerait, appelée « ordre du Mérite libanais ». Ils ont organisé un concours pour choisir le meilleur dessin, que l'artiste Georges Corm a remporté après avoir présenté un dessin dans lequel un Libanais en costume traditionnel empêchait un lion d'attaquer un village libanais. Le dirigeant du Grand Liban a publié la Résolution 108 le 16 janvier 1922, et le premier article stipulait ce qui suit: «Une médaille honorifique appelée Médaille du Mérite libanais a été créée pour récompenser ceux qui accomplissent des actes de chevalerie et de loyauté, et peut être décernée à ceux qui la méritent après leur mort.»
L'ordre du Mérite libanais a été créé par la décision n° 1080 (du 16 janvier 1922) et est régi par le décret relatif au code de la décoration (loi n° 122 du 12 juin 1959).

## Dignités et classes
L'ordre du Mérite est composé de deux diplômes et de quatre classes régulières. Les grades, triés du plus haut au plus bas, sont les suivants:
- Le grade extraordinaire, attribué aux chefs d'États, notamment le président de la République. (Photo)
- Le grand cordon, attribué aux premiers ministres, royautés et d'autres dignitaires. (Photo)
- 1re classe. (Photo)
- 2e classe. (Photo)
- 3e classe. (Photo)
- 4e classe. (Photo)

| Rubans               | Rubans       | Rubans     | Rubans    | Rubans    | Rubans    |
| -------------------- | ------------ | ---------- | --------- | --------- | --------- |
|                      |              |            |           |           |           |
| Grade extraordinaire | Grand cordon | 1re classe | 2e classe | 3e classe | 4e classe |

## Récipiendaires de l'ordre du Mérite
- Charles de Gaulle
- Mohammad Reza Pahlavi
- Juan Carlos Ier
- Abdallah II
- Haïlé Sélassié Ier
- Hussein (roi de Jordanie)
- Hassan II
- Louis II (Prince de Monaco)
- Bachir Gemayel
- Émile Lahoud
- Michel Aoun
- Qabus ibn Saïd
- Mohammed V (roi du Maroc)
- Camille Chamoun
- Michel Sleiman
- Charles de Bourbon des Deux-Siciles
- Béchara el-Khoury
- Mohammed VI
- Giorgio Napolitano
- Amine Gemayel
- Soleimane Frangié
- Sabah al-Ahmad al-Jabir al-Sabah
- Khalifa ben Hamad Al Thani
- Elias Hraoui
- Charles Hélou
- Mounir Abou Fadel
- Felipe Maeztu
- Jean-Marc Ayoubi